# Jawa 550
Jawa 550 – najstarszy typ Jawy 50, swoim wyglądem przypominający skuter bez bocznych osłon. Jest motorowerem lekkiej konstrukcji, zastosowano w nim niewielką powierzchnię osłon. Został wyposażony w silnik o pojemności 49,8 cm3 oraz 3-pozycyjną skrzynię biegów. Poprzednik innych Jaw 50, np. 555, J-05, czy późniejszej 220.150P. Produkcję rozpoczęto w roku 1954.